# Сахад, Ибрагим
Ибрагим Сахад — ливийский политик, один из лидеров оппозиции правительству Муаммара Каддафи. Кадровый военный, дипломат. В 1981 году ушёл в отставку. В 2005 году создал в Лондоне «Национальный фронт спасения Ливии». Во время Волнений в Ливии в 2011 году вновь подтвердил свой статус оппозиционного лидера и критика режима Каддафи.